# The Pip
The Pip (oznaczenie ENIGMA: S30) – nazwa militarnej radiostacji fal krótkich, nadającej na częstotliwości 5448 kHz w ciągu dnia oraz 3756 kHz w nocy. Stacja zasadniczo nadaje krótki sygnał dźwiękowy około 50 razy na minutę, przez 24 godziny na dobę. The Pip jest aktywne od około 1986 roku, kiedy po raz pierwszy zarejestrowano charakterystyczny sygnał. Stacja obsługuje Południowy Okręg Wojskowy, a jej nadajnik przypuszczalnie znajduje się w Rostowie nad Donem, na południu Rosji.
Stacja w środowisku krótkofalowców posługujących się językiem angielskim nazywana jest The Pip. W Rosji znana jest jako kropla (ros. Капля). W 2020 roku The Pip transmitowało wiadomości dla ponad 60 znaków wywoławczych, m.in. dla 8S1Szcz (8С1Щ).

## Format
Format nadawania stacji przypomina wykorzystywany przez swoją „siostrzaną” stację, UVB-76. Sygnał składa się z krótkich dźwięków o częstotliwości około 50 razy na minutę. Transmisja odbywa się na częstotliwości 5448 kHz w ciągu dnia, oraz 3756 kHz w nocy. Czas w którym następuje zmiana częstotliwości z dziennej na nocną i odwrotnie nie jest stały w ciągu roku, prawdopodobnie w celu dopasowania do zmiennej długości dnia i nocy. Wyższa częstotliwość ma lepsze właściwości propagacji w trakcie dnia, zaś niższe nocą.

### Transmisje głosowe
Tak samo jak w przypadku „brzęczyka” sygnał dźwiękowy czasami jest przerywany transmisją głosową. Występują dwa różne formaty wiadomości.
Wiadomości rozpoczynające się rosyjskim słowem dlja (для) traktowane są jako wiadomości testowe w celu sprawdzenia jakości odbioru. Przekaz sam w sobie zawiera dziesięć znaków, każdy z nich składa się z czterech cyfr i liter. Przykład:

Для ЙХЬЙ ЗЬ1Б НИ9В ДМЦ3 49ФТ Ц2ЗА ЛИ27 ИННЦ ЩГЙП 8ЦЩЙ
(Dlja JH'J Z'1B NI9V DMC3 49FT C2ZA LI27 INNC SzczGJP 8CzSzczJ)

Następnie odbywa się ponowna transmisja tego samego przekazu, po którym następuje zwrot „jak mnie słyszysz?” (Как слышно?). Potem znaki powtarzane są jeszcze dwa razy i transmisja kończy się hasłem "„Odbiór!”" (Приём!).
Inny typ wiadomości rozpoczyna się nazwą znaku wywoławczego. Następnie podawane są kolejno dwie cyfry, trzy cyfry, hasło w języku rosyjskim, cztery pary cyfr – zobacz poniższy przykład:

8С1Щ 73 373 ВДЕВАНИЕ 84 56 22 35
(8S1Szcz 73 373 WDJEWANIE 84 56 22 35)

Wiadomość powtarzana jest cztery razy, również kończąc się słowem „Odbiór!”.

## Lokalizacja oraz użytkowanie
Dokładna lokalizacja nadajnika nie jest znana. Według Międzynarodowego Związku Telekomunikacyjnego położenie nadajnika znajduje się w pobliżu środkowej części Ukrainy (48°33′00″N 30°17′00″E/48,550000 30,283333). Według użytkowników rosyjskiego forum radioscanner.eu badania wykorzystujące metodę triangulacji podały wynik w postaci współrzędnych 47°17′58″N 39°40′26″E/47,299444 39,673889 wskazujących na północ miasta Rostów nad Donem.
Nie jest znany także cel istnienia The Pip, jednakże powiązane są z tym różne hipotezy. Jedna z nich głosi, iż The Pip jest częścią większego systemu radiowego lub kontroli, w którego skład wchodzą także The Buzzer oraz The Squeaky Wheel, które posiadają podobny format nadawania.
W praktyce transmisje głosowe The Pip nadawane są po kilku minutach przez The Squeaky Wheel, sugerując że obydwie stacje są obsługiwane przez tę samą organizację i mają takie samo zastosowanie. W trakcie niektórych transmisji głosowych Squeaky Wheel można było usłyszeć sygnał dźwiękowy z The Pip, co może oznaczać, że zarówno The Pip jak i Squeaky Wheel są obsługiwane z tego samego budynku lub nawet pomieszczenia.